# Григорьевка (Духовницкий район)
Григорьевка — село в Духовницком районе Саратовской области, административный центр сельского поселения Брыковское муниципальное образование.
Население — 295 (2010).

## История
В Списке населённых мест Российской империи по сведениям за 1859 год упоминается как владельческая деревня Григорьевка (она же Кольцовка), расположенная по левой стороне почтовой дороги из Николаевска в Самару, при реке Стерехе, на расстоянии 76 вёрст от уездного города. Деревня относилась к Николаевскому уезду Самарской губернии. В населённом пункте проживало 271 мужчина и 256 женщин. 
После крестьянской реформы Григорьевка была отнесена к Григорьевской волости. Согласно населённых мест Самарской губернии по сведениям за 1889 год в селе насчитывался 155 дворов, проживали 892 жителя, русские православного вероисповедания. Земельный надел составлял 1356 десятин удобной земли, имелись церковь, земская школа, 3 ветряные мельницы. Согласно переписи 1897 года в селе проживали 921 человек, все православные.
Согласно Списку населённых мест Самарской губернии 1910 года в Григорьевке проживали 779 мужчин и 803 женщины, в селе имелись церковь, земская и церковно-приходская школы. Земельный надел составлял 1170 десятин удобной и 186 десятин неудобной земли.

## Физико-географическая характеристика
Село находится в Заволжье, на реке Стерехе (левый приток реки Чагра), на высоте около 45 метров над уровнем моря. Почвы - чернозёмы южные.
Село расположено примерно в 28 км по прямой в северо-восточном направлении от районного центра посёлка Духовницкое. По автомобильным дорогам расстояние до районного центра составляет 37 км, до города Балаково - 130 км, до областного центра города Саратов - 300 км, до Самары - 290 км (через Пугачёв).
Часовой пояс
Григорьевка, как и вся Саратовская область, находится в часовой зоне МСК+1. Смещение применяемого времени относительно UTC составляет +4:00.

## Население
Динамика численности населения по годам:
| Годы      | 1859 | 1889 | 1897 | 1910 | 2002 |
| --------- | ---- | ---- | ---- | ---- | ---- |
| Население | 527  | 892  | 921  | 1582 | 402  |

| 2002 | 2010 |
| ---- | ---- |
| 402  | ↘295 |

Национальный состав
Согласно результатам переписи 2002 года русские составляли 97 % населения села.